# Крестово-купольный храм

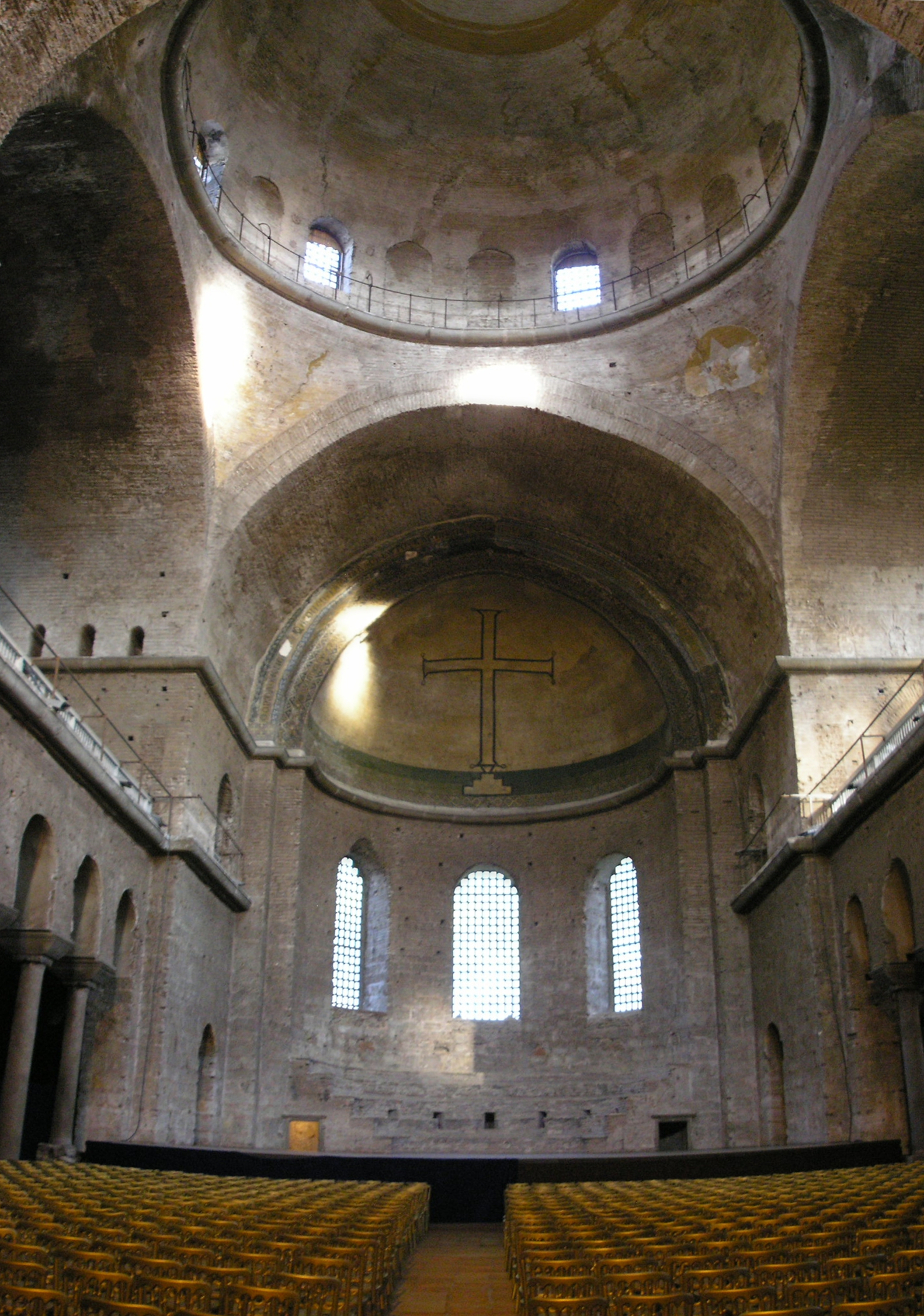
Церковь Святой Ирины в Константинополе. 532 год, перестройка после 740 года

Кресто́во-ку́польный храм (в литературе также встречается вариант написания «крестовокупольный») — архитектурный тип христианского храма, сформировавшийся в Византии и в странах христианского Востока в V—VIII веках. Стал господствующим в архитектуре Византии с IX века и был принят христианскими странами православного исповедания в качестве основной формы храма.
В классическом варианте представляет собой прямоугольный объём, центр которого разделен четырьмя столбами на девять ячеек. Перекрытием служат крестообразно расположенные цилиндрические своды, а над центральной ячейкой, на подпружных арках, возвышается барабан с куполом.

## Формирование крестово-купольного типа

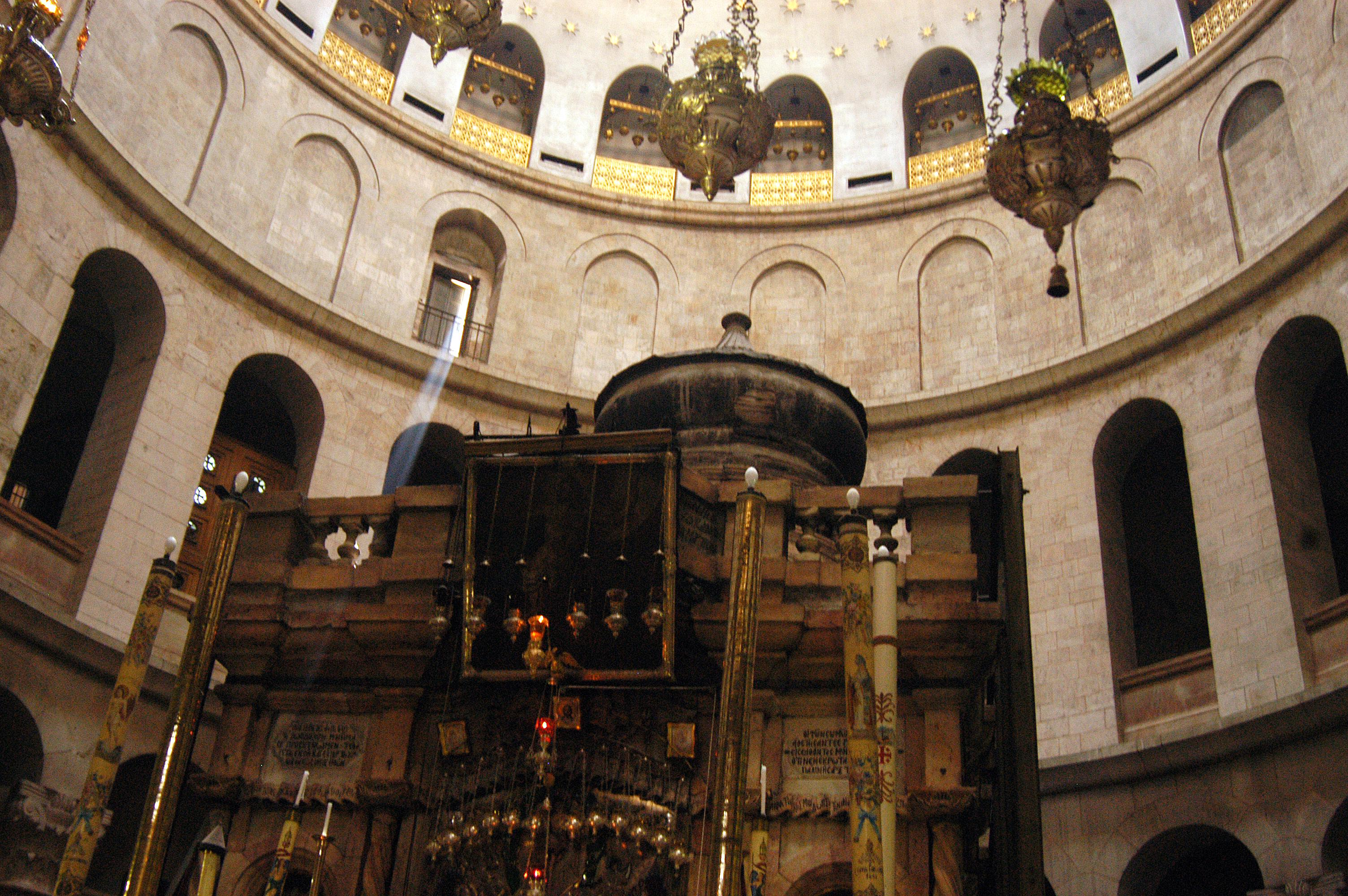
Ротонда над Гробом Господним в Иерусалиме

На смену древнейшим христианским храмам, строившимся в виде базилик, начиная с V века стали появляться центрические церкви, увенчанные куполом. Ранее центрические постройки разнообразных форм (круглые, граненые, крестообразные и др.) возводились как крещальни (баптистерии) и мартирии (от лат. martyr) — постройки, отмечавшие места важнейших евангельских событий, а также места погребения мучеников. Самый известный мартирий — ротонда над Гробом Господним в Иерусалиме. Таким образом первоначально функции центрических купольных сооружений и храмов-базилик, в которых совершалась литургия, четко различались.
Формирование крестово-купольного типа храма происходило на протяжении V—VIII вв. Постепенно именно центрический, а не базиликальный тип храма стал преобладающим в восточной части христианского мира.
Купол стал важнейшим элементом архитектуры византийского храма. Второй важнейшей особенностью сделалось крестообразное пространство интерьера. Однако, прежде чем крестово-купольный тип храма появился в законченном виде, было создано множество разнообразных центрических построек, благодаря которым можно увидеть, как интенсивно шёл процесс осмысления образа христианского храма.
С одной стороны, центрические храмы сформировались на основе раннехристианских мартириев. С другой стороны, сам старый тип храма-базилики подвергся трансформации и был соединен с куполом.

### Центрические храмы, возникшие на основе мартирия
Центрические христианские постройки опирались на богатые традиции римской архитектуры, достигшей в возведении купольных сооружений большого совершенства (мавзолеи, залы дворцов, помещения терм и иные постройки). Великим купольным сооружением Рима был Пантеон. В восточной половине Римской империи, где процесс формирования центрических храмов шёл особенно интенсивно, христианская архитектура могла опираться на опыт местных языческих святилищ, в частности на шестигранный двор в храме Баальбека.
Центрические постройки Палестины IV века, возведённые при Константине Великом на местах земной жизни Иисуса Христа представляли собой простые ротонды или октагоны (восьмигранники) без апсиды и дополнительных пристроек. Со временем у них появилась апсида, функция которой первоначально не обязательно совпадала с алтарем храма. В апсиде могли совершать начальную часть литургии с чтением Евангелия, а Евхаристия совершалась в центре здания под куполом. Со временем ротонды дополнялись пристройками, например, помещениями для паломников, посещавших святые для христиан места.

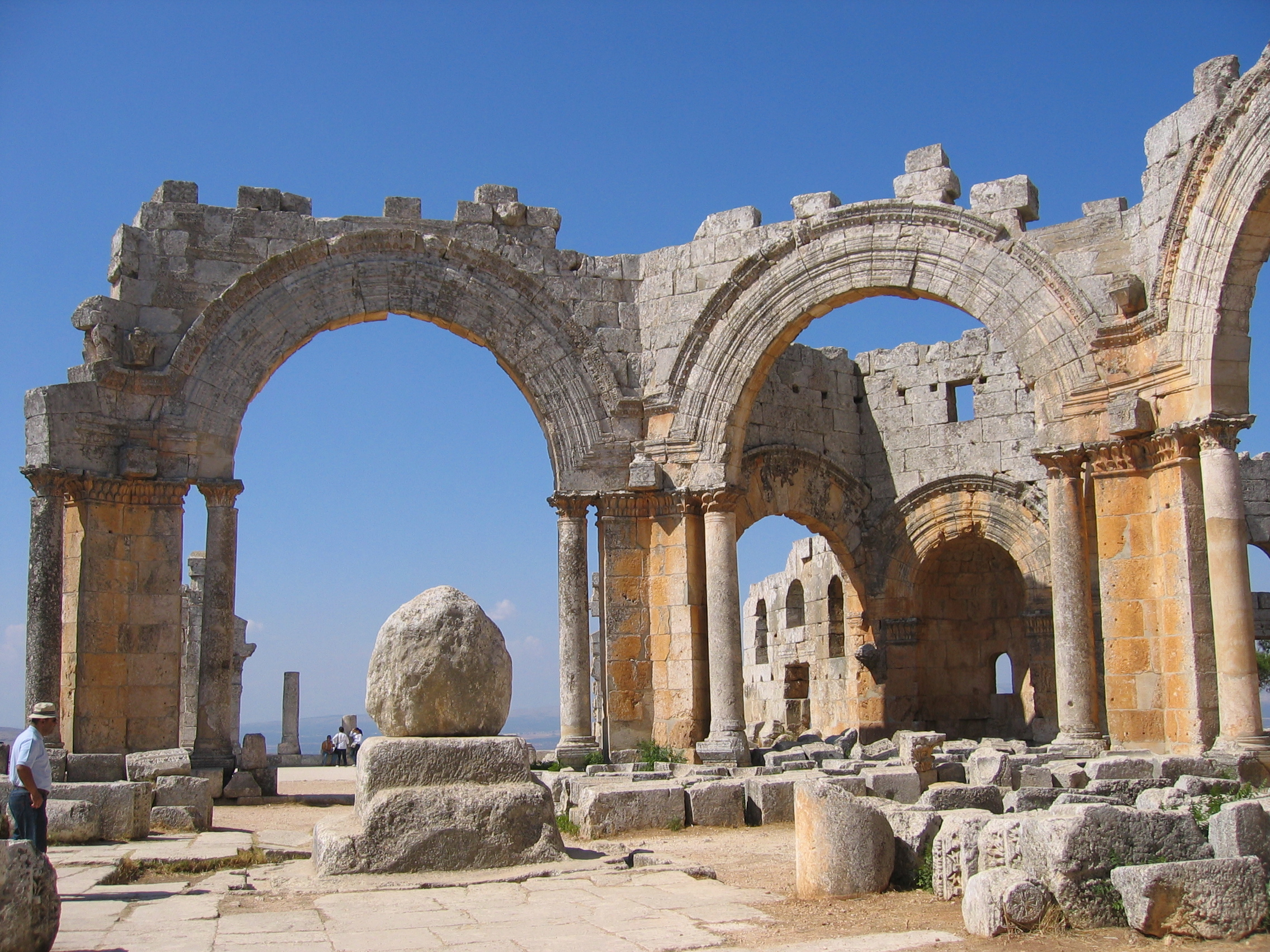
Храм монастыря преподобного Симеона Столпника (Калат-Семан). 476—490 гг.

- В этом процессе важную роль играла архитектура Сирии, давшая многочисленные примеры центрических церквей.

В Антиохии Сирийской — одном из важнейших центров раннего христианства — была своя яркая архитектурная школа. Антиохийские зодчие возводили здания подобного типа ещё для римских императоров (Дворец Диоклетиана в Сплите). В самой Антиохии по заказу Константина был построен так называемый «Золотой октагон».
Приблизительно в VI веке сформировался тип октагона, вписанного в прямоугольный или квадратный план. К угловым граням октагона примыкали полукруглые ниши, занимавшие углы прямоугольника. К такому типу относились храм св. Георгия в Эзре (515 г) и гробничная церковь в Русафе (на месте погребения мученика Сергия). Кафедральный собор в Босре (512 г) представлял в плане квадрат с вписанной окружностью. В свою очередь центр этой ротонды, ограниченный колоннами, имел форму квадрифолия. Таким образом средняя часть интерьера имела форму креста-четырёхлистника, увенчанного куполом. Внешняя часть ротонды образовывала круговой обход, а с востока примыкали алтарные помещения.
Размеры этих храмов были столь велики, что чаще всего их нельзя было перекрыть каменным куполом. Кровля делалась деревянной. В отличие от римских ротонд с каменными куполами покоящимися на толстых стенах, сирийские храмы имели тонкие стены и сложное пространственное решение. Только некоторые подобные постройки имели каменное перекрытие, что вызывало восторг современников. Таким был храм в Эдессе VI века, возможно также храм в Эзре.
Особой постройкой был грандиозный ансамбль монастыря преподобного Симеона-столпника (Калат-Семан), построенный в 476—490 годах. Он, представлял собой крест, образованный четырьмя сходящимися к центру базиликами, восьмигранное пространство между которыми было перекрыто деревянным шатром, под которым стоял каменный столб-башня — место аскетического подвига преп. Симеона.
Более редкими были примеры центрических храмов на западе Средиземноморья. Огромный храм Сан-Лоренцо в Милане, построенный во второй половине IV века, несмотря на перестройку в XVI столетии, в целом сохранил свои формы. Они не характерны для римских мартириев. Сан-Лоренцо скорее имеет аналогии в антиохийской архитектуре. Пространство построено очень сложно. Внешние стены имеют квадратный план с выступающими по сторонам плоскими полукружьями. Внутреннее подкупольное пространство имеет аналогичную форму квадрифолия, состоящего из квадрата с округлыми выступами. Основание купола было восьмигранным. В настоящее время храм венчает купол XVI столетия, первоначальное перекрытие могло быть деревянным, так как стены здания очень тонки. Круговой обход храма сделан двухэтажным, то есть храм имеет хоры. Церковь совмещала в себе функции придворного храма и усыпальницы (отсюда тип мартирия, хотя для самих погребений имеются специальные пристроенные к зданию капеллы).

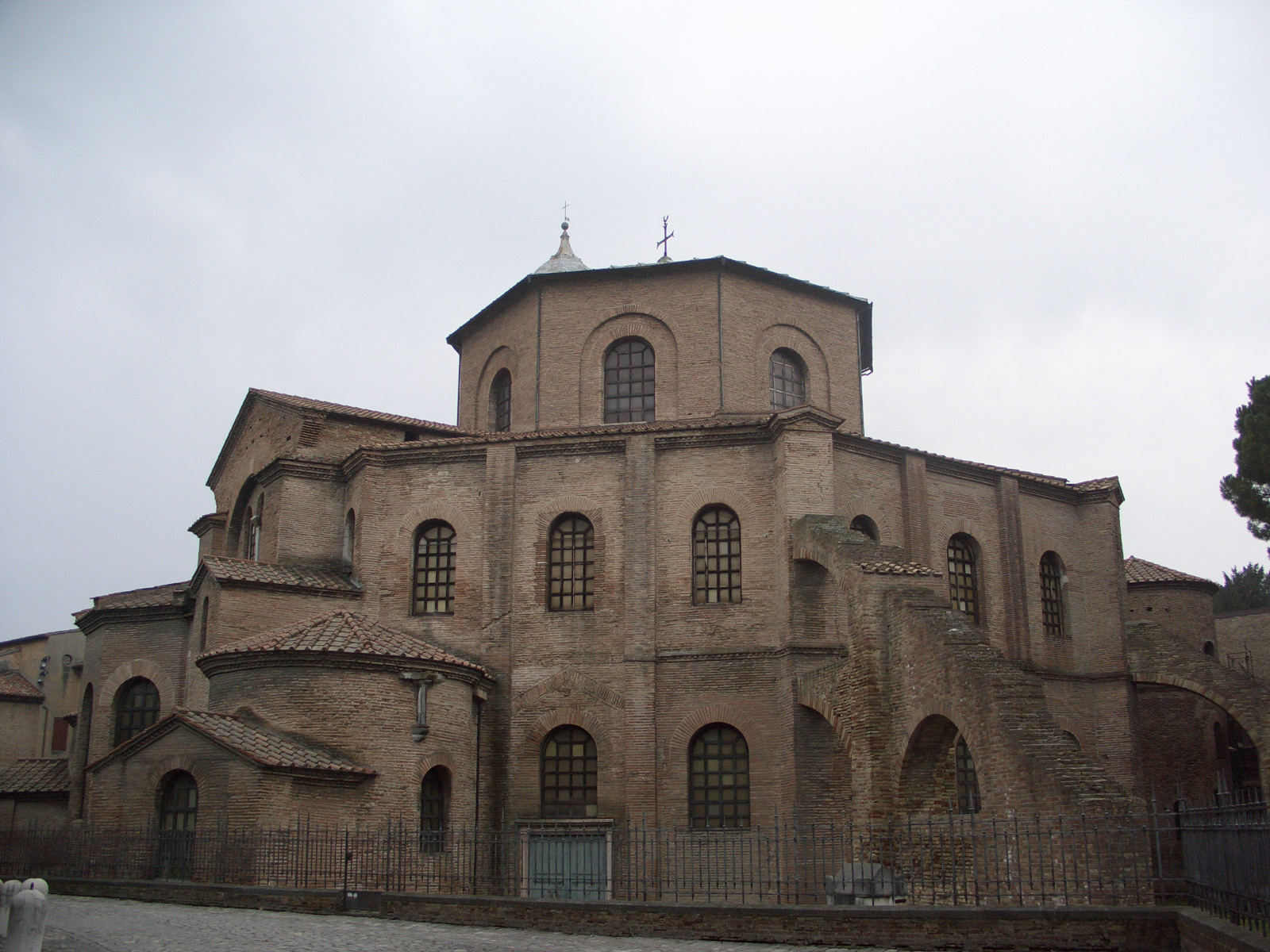
Церковь Сан-Витале в Равенне. 527—548 гг.

План церкви Сергия и Вакха в Константинополе

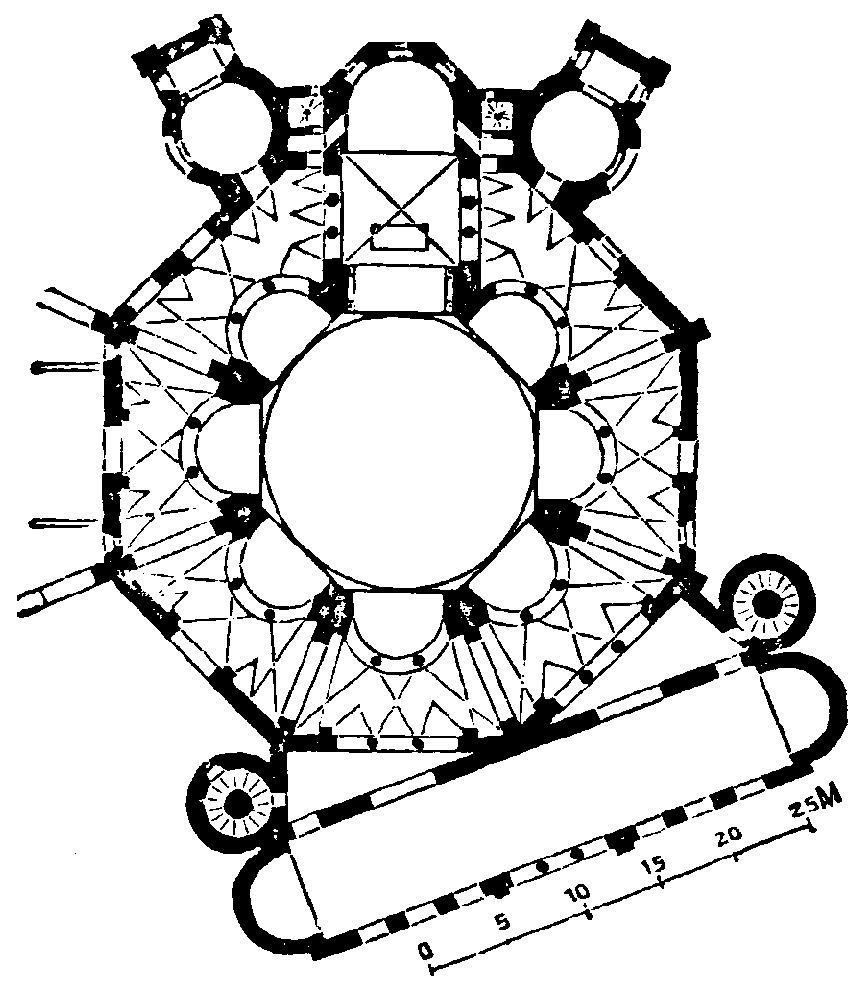
План церкви Сан-Витале в Равенне

- В VI веке были построены два великолепных храма связанных непосредственно с архитектурой столицы — Константинополя.

Первый из них — Церковь Святых Сергия и Вакха, построенная в Константинополе в 527—529 годах Юстинианом Великим. Храм являлся одновременно и мартирием (местом хранения мощей этих святых), и храмом для общественного богослужения. Его архитектурное решение основывается на уже существовавшем опыте подобных построек. В плане храм представляет собой квадрат с вписанной окружностью — подкупольным пространством. Купол несут восемь опор, между которыми сделаны ниши-экседры. По углам они полукруглые, а по сторонам света — прямоугольные. Храм имеет внутренний круговой обход с хорами.
Позднее по образцу этого столичного храма была возведена знаменитая церковь Сан-Витале в Равенне (527—548). Итальянский город был в то время возвращен Византийской империи, и постройка нового храма знаменовала победы Юстиниана на её западных границах. Церковь имеет форму двух восьмигранников, вписанных один в другой. Грани внутреннего восьмиугольника прорезаны полукруглыми экседрами. Алтарная апсида соединена с подкупольным пространством длинным прямоугольным проходом. Круговой обход храма также двухэтажный (с хорами). В отличие от превращенного в мечеть константинопольского прототипа Сан-Витале сохранила почти все своё мозаичное убранство.
Постройки Юстиниана подвели итог поискам формы купольного храма на основе типа мартирия. В них в полноте можно увидеть новое понимание архитектуры храма и особое византийское чувство пространства. Купол как бы парит над храмом. Несущие конструкции не вызывают ощущения тяжести. Тектоничность здания не подчеркивается, а напротив скрывается. Все выглядит лёгким и невесомым. Стены и колонны не поднимаются от пола вверх, а воспринимаются скорее спускающимися сверху, с небес. Эти образные черты во многом будут справедливы для всех последующих византийских церквей.
Перечисленные в этом разделе постройки не привели непосредственно к созданию крестово-купольного храма. Мотив креста в них встречается редко, как правило в форме квадрифолия. Но в них ярко выразилось желание создать именно центричный купольный храм, способный заменить тип базилики.

### Превращение базилики в купольный храм

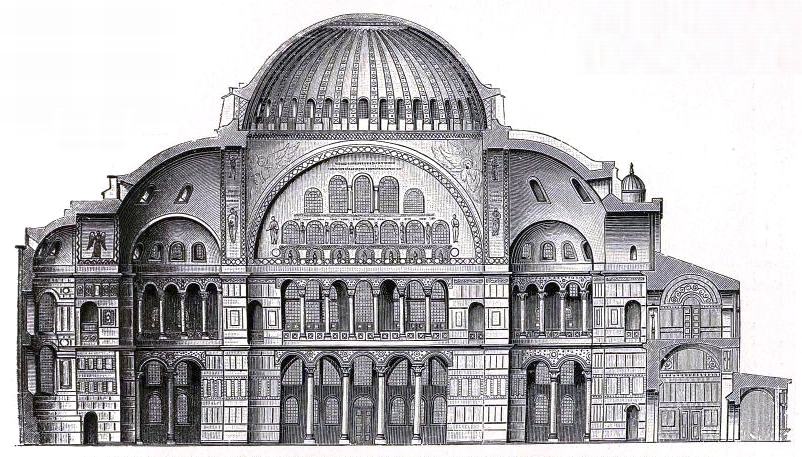
Собор Святой Софии в Константинополе. 532—537 гг. Величайший купол в архитектуре Византии. Чертеж. Продольный разрез храма

Вторым важным процессом было видоизменение базиликального типа. Именно этому процессу принадлежит решающая роль в создании крестово-купольного типа храма, во многом сохранившего структуру базилики — деление интерьера на нефы. Здесь ведущая роль принадлежала Константинополю — столице Византии. Уже в IV веке в Константинополе был построен храм Апостолов, представлявший собой крестообразно соединённые базилики. По его образцу были построены некоторые храмы VI века, в том числе храм Иоанна Богослова в Эфесе представлявший собой крест с удлиненным западным концом. Его интерьер был разделен на квадратные ячейки, завершенные шестью куполами.
Попытки соединить тип базилики с купольным завершением делались начиная с V века. К ним относятся базилика Б в Филиппах в Греции, церковь в Майафарикине (Мартирополисе, ныне Сильван) в Малой Азии, а также монастырские церкви Египта.
Храм монастыря Алахан (современная Турция), построенный во второй половине V века, представлял собой трехнефную базилику, завершенную не сохранившимся деревянным куполом пирамидальной формы. В западной части нефы разделены каменными столбами, а восточнее, по бокам от подкупольного пространства двухъярусными аркадами на колоночках. Благодаря этому в интерьере наметилось и поперечное движение, что в будущем привело в образованию подкупольного креста.
В VI веке подобные постройки стали многочисленны.
Величайшим храмом, в котором совместились базиликальный план и венчающий огромное пространство купол, стал Софийской собор Константинополя, возведённый в 532—537 гг. В нём — самой яркой и грандиозной постройке эпохи Юстиниана Великого — удивительно полно воплотилось и христианское миропонимание и эстетическое чувство византийских зодчих. Огромное пространство среднего нефа перекрыто господствующим над всем куполом и благодаря поддерживающим его полукуполам имеет продольную ориентацию. Над боковыми нефами и нартексом вокруг подкупольного пространства проходит обход — хоры. Пространство боковых нефов и хор отделено от центра храма двумя ярусами аркад, над которыми стоят люнеты боковых стен, прорезанные окнами. Между ними также возникает поперечная перекличка, хотя крест в интерьере храма ещё никак не намечен..
Церковь Каср-ибн-Вардан (Сирия, 564 г.) во многом повторяет замысел Софии, хотя и в скромном масштабе. В ней части боковых нефов, отделенные от подкупольного пространства аркадами, сильнее связаны именно с центральной частью храма. Они обособляются от продольного движения нефов. Этому способствуют арки, переброшенные от аркад к внешней стене поперек боковых нефов.
Церковь Успения в Никее (VII — начало VIII века, разрушена во время греко-турецкой войны 1917—1922 гг.) уже имела ясно выявленный в интерьере подкупольный крест с короткими одинаковыми рукавами. Он образован благодаря тому, что отделяющие боковые нефы аркады отодвинуты дальше от центра здания. Из-за этого стали открытыми мощные несущие купол столбы, которые прежде скрывались от глаз за лёгкими аркадами.
Ещё одним примером трансформации базилики в крестово-купольное сооружение является храм Климента в Анкаре датируемый очень широко V—IX вв. В нём подкупольный крест также имеет очень короткие ветви (они перекрыты даже не сводами, а узкими арками), но отделенные аркадами боковые и западное пространства гораздо сильнее связаны именно с центральным крестом, они становятся его продолженнием. Это подчеркивает и особая форма столбов, несущих аркады. Они имеют прямоугольную в сечении форму и развернуты так, что поддерживают движение каждой ветви креста от центрального пространства к краям храма.

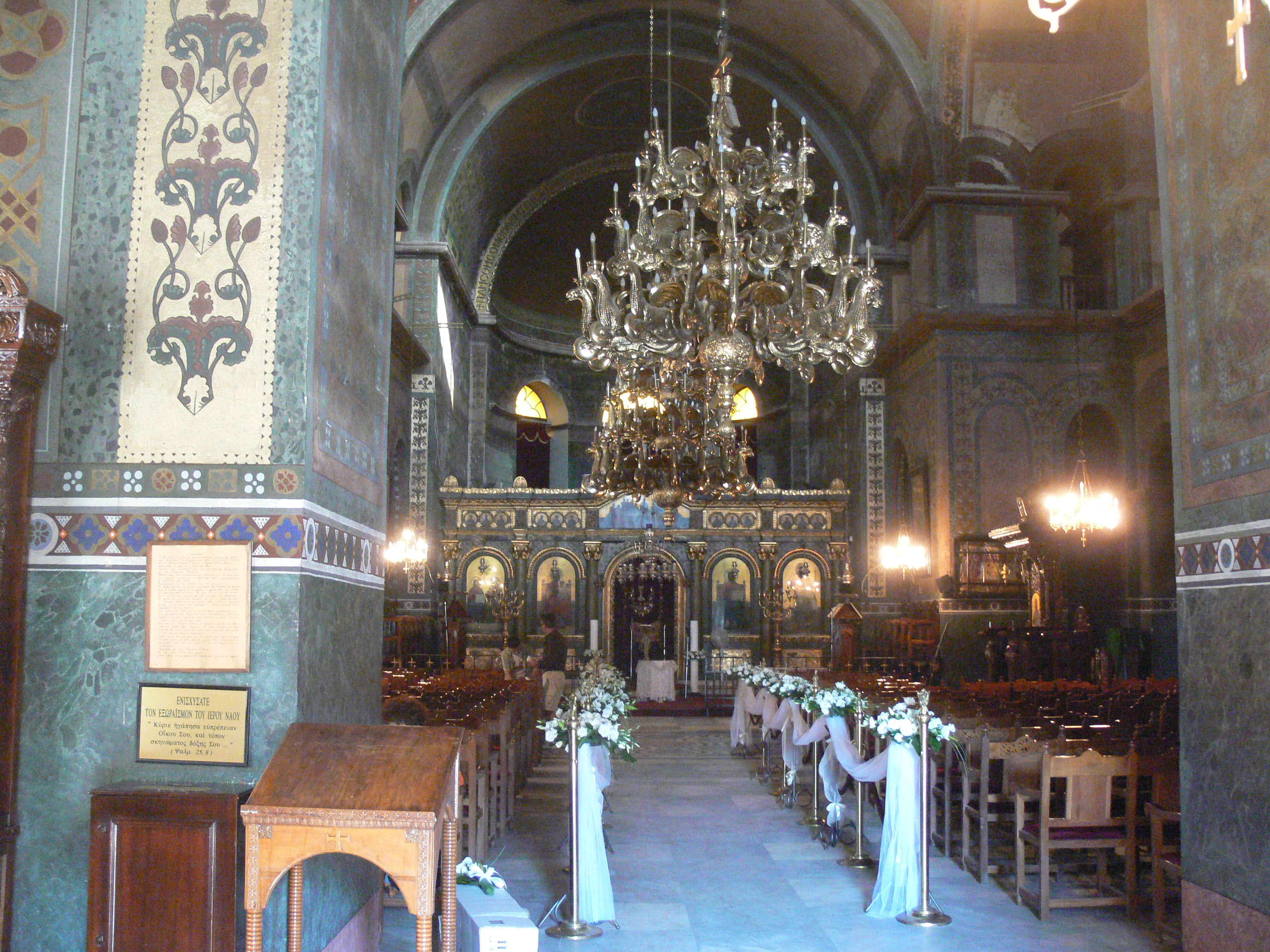
Интерьер храма Софии в Фессалониках. Начало VIII века

Очень крупным храмом этого типа, является собор Софии в Фессалониках, построенный между 690 и 730 гг. Его интерьер также состоит из подкупольного креста и отделенных аркадами обходов с хорами. Здесь необычно устроены массивные столбы, на которых держится купол и примыкающие своды рукавов креста. Они прорезаны проходами, зрительно разделяющими их на более узкие опоры. Возникновение этих проходов указывает на постепенное превращение подкупольного пространства в трехнефное. Боковые же нефы, отделенные аркадами, остаются обособленными от центрального крестообразного интерьера и служат обходом вокруг него.
Несколько иначе превращение базилики в крестово-купольный храм можно увидеть в церкви Марии в Эфесе (VI век). Это трехнефная базилика, в которой боковые нефы не имеют над собой хор и перекрыты простыми цилиндрическими сводами. Но пространство центрального нефа, увенченное куполом, имеет лёгкую крестообразность благодаря выделению боковых подпружных арок. Они намечают короткие боковые ветви креста. Перекливаются и стоящие напротив друг друга аркады так же, как в храме Каср-ибн-Вардан.

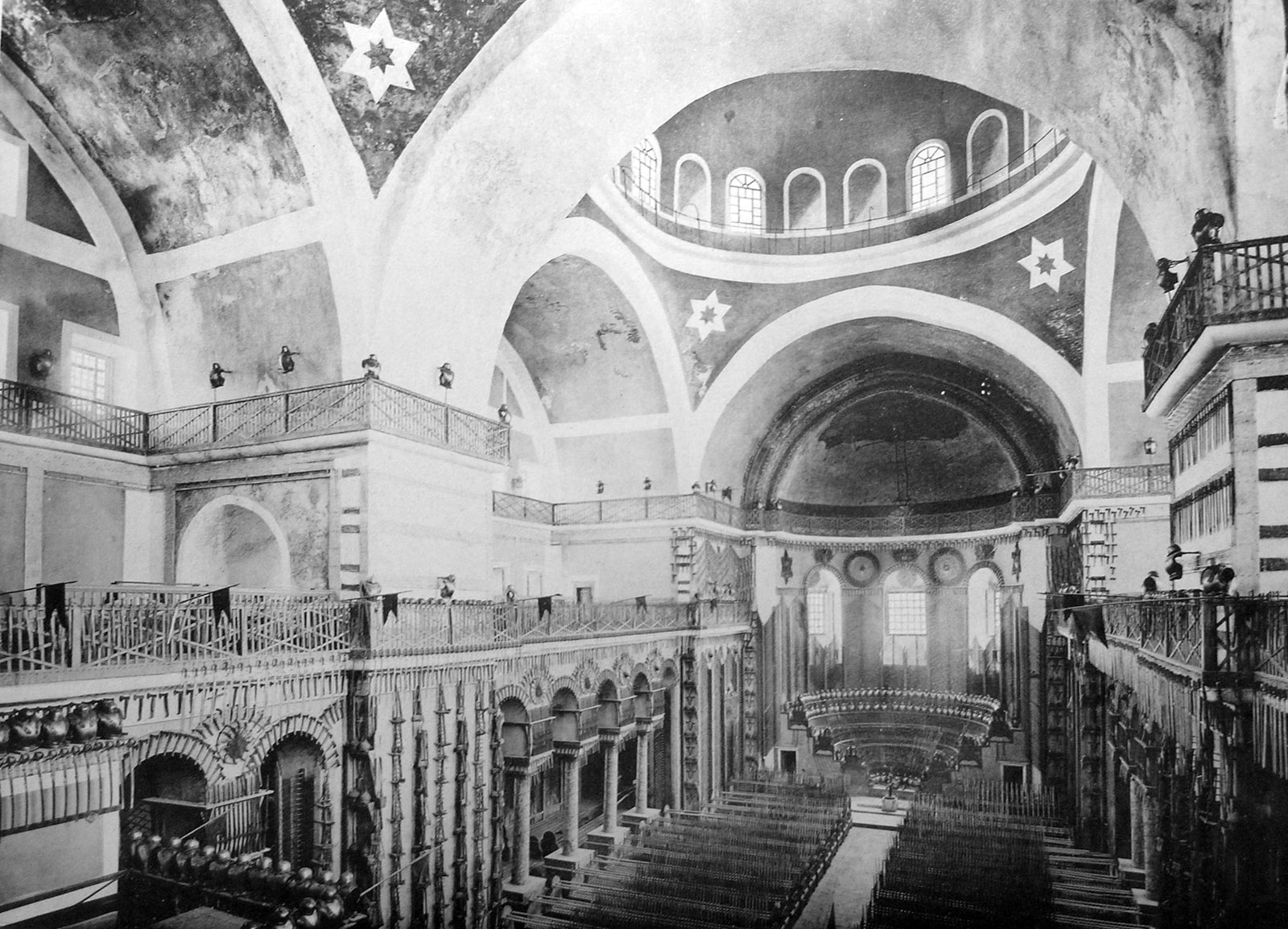
Церковь святой Ирины в Константинополе. Интерьер после перестройки 740 года

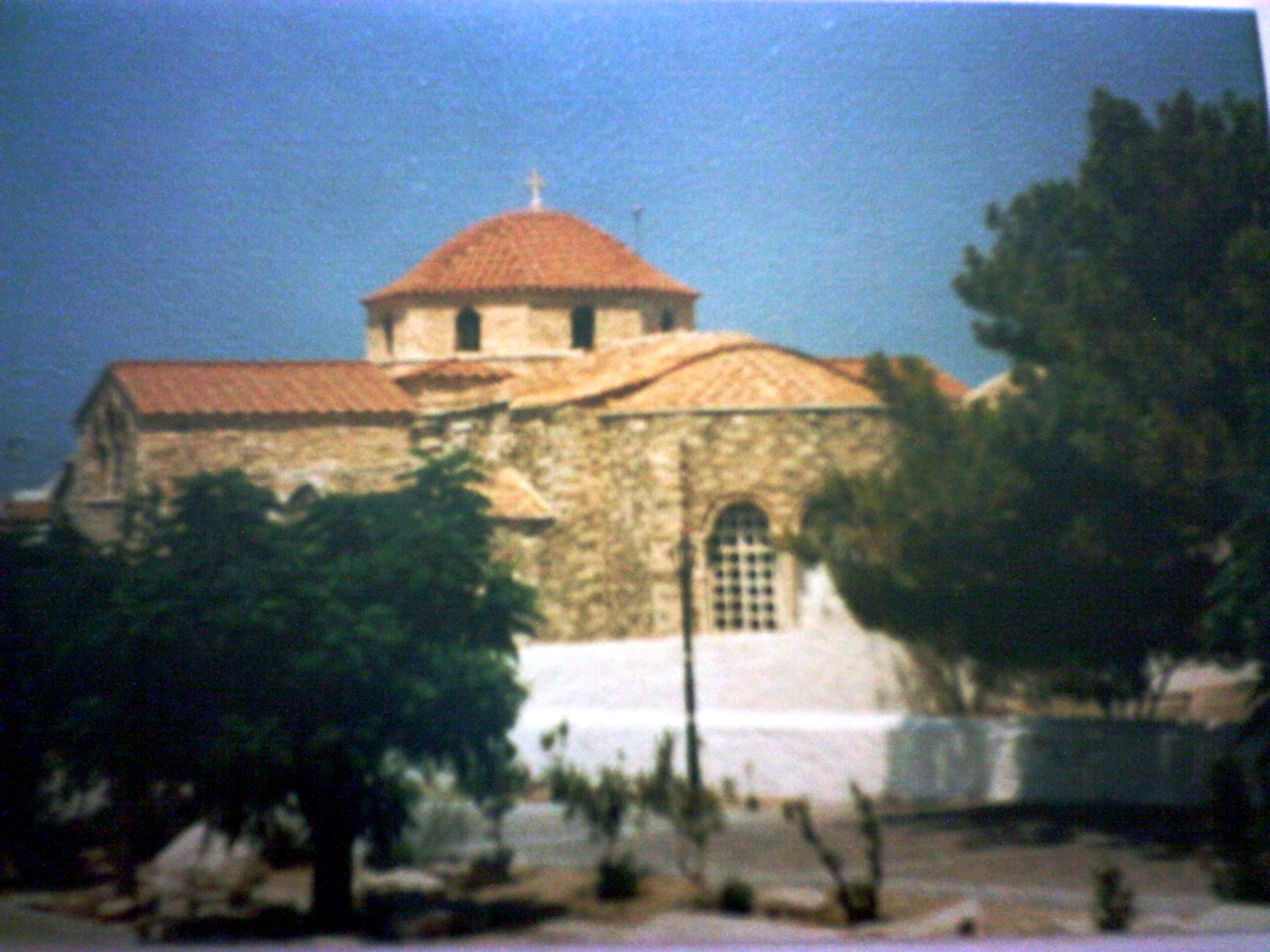
Церковь Экатонтапилиани на Паросе. VI век

Почти одновременно с Софийским собором была построена константинопольская церковь Святой Ирины. Первоначально она имела близкую к описанной выше структуру, с той разницей, что боковые нефы имели хоры. Но перестройка 740 года сильно изменила характер интерьера храма, сделав его совершенно крестово-купольным. Вторые ярусы боковых аркад были разобраны, пространства боковых нефов (точнее хор над ними) слились с подкупольным. Подпружные арки, несущие купол, теперь плавно перетекали в боковые цилиндрические своды. Получилась композиция из четырёх рукавов креста, завершенных расходящимися на четыре стороны сводами. Теперь рукава креста доходили до наружных стен храма, охватив весь интерьер. Они заканчивались не аркадами, а стенами храма, прорезанными окнами. Удлиненной сделана западная часть храма..
Аналогично в форме креста были решены интерьеры храмов св. Тита в Гортине (Крит) и церкви Панагии о ста вратах (Экатонтапилиани) на Паросе (Кикладские острова).
Похожие формы храмов встречаются и в более позднее время. Храм в Дере-Агзы (Малая Азия) IX века также имеет в нижнем ярусе три нефа с аркадами по бокам подкупольного пространства, а на уровне хор ясную крестово-купольную форму. Аналогично решен и собор св. Софии в Бизи (Визе) IX века.
А. И. Комеч отмечает, что прослеживаемая по перечисленным памятникам эволюция типа храма не являлась причиной возникновения крестово-купольного типа, так как последний встречался уже в V веке (храм Осиос Давид в монастыре Латому в Салониках). Скорее, уже существовавший тип крестообразного храма влиял на изменение более традиционного типа базилики в VI—IX вв.

## Крестово-купольные храмы Закавказья

### Армения

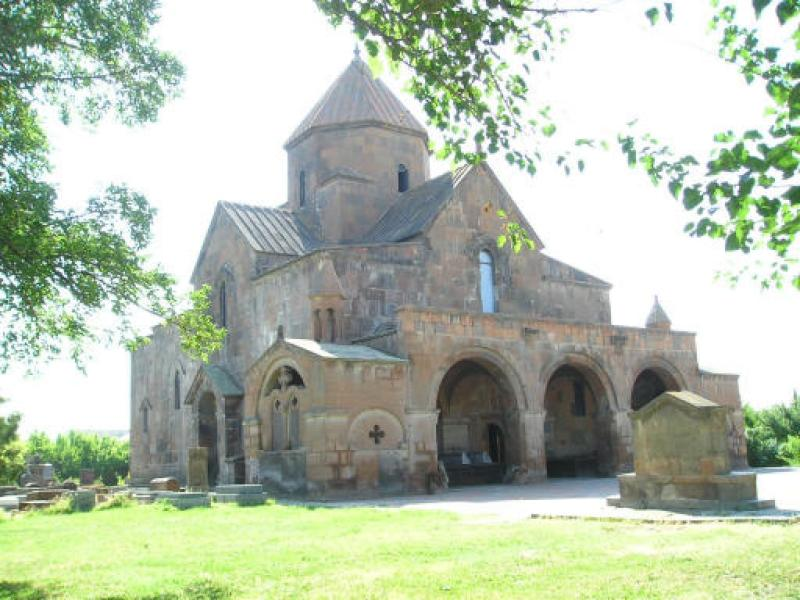
Храм святой Гаянэ в Эчмиадзине. 630 год

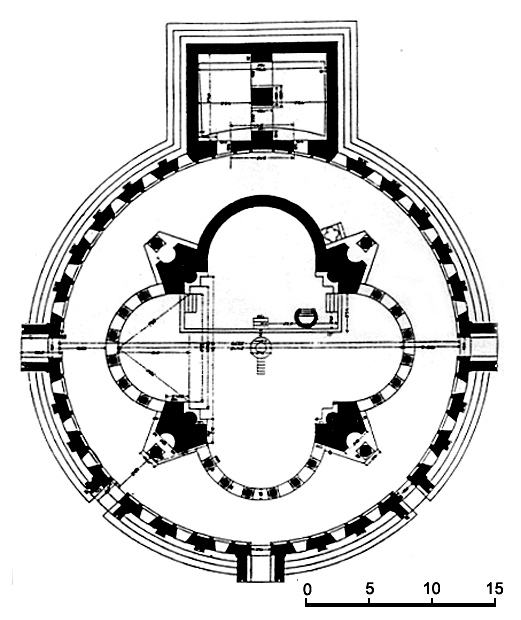
План храма Звартноц в Армении. 643—652 гг. Уникальный пример креста вписанного в ротонду

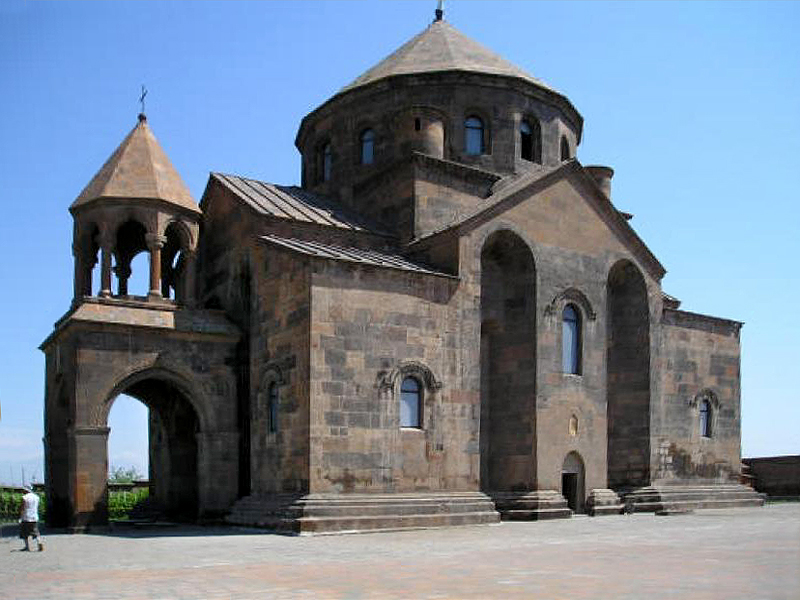
Храм святой Рипсимэ в Эчмиадзине. 618 год. На боковом фасаде хорошо видна выступающая между двух ниш апсида

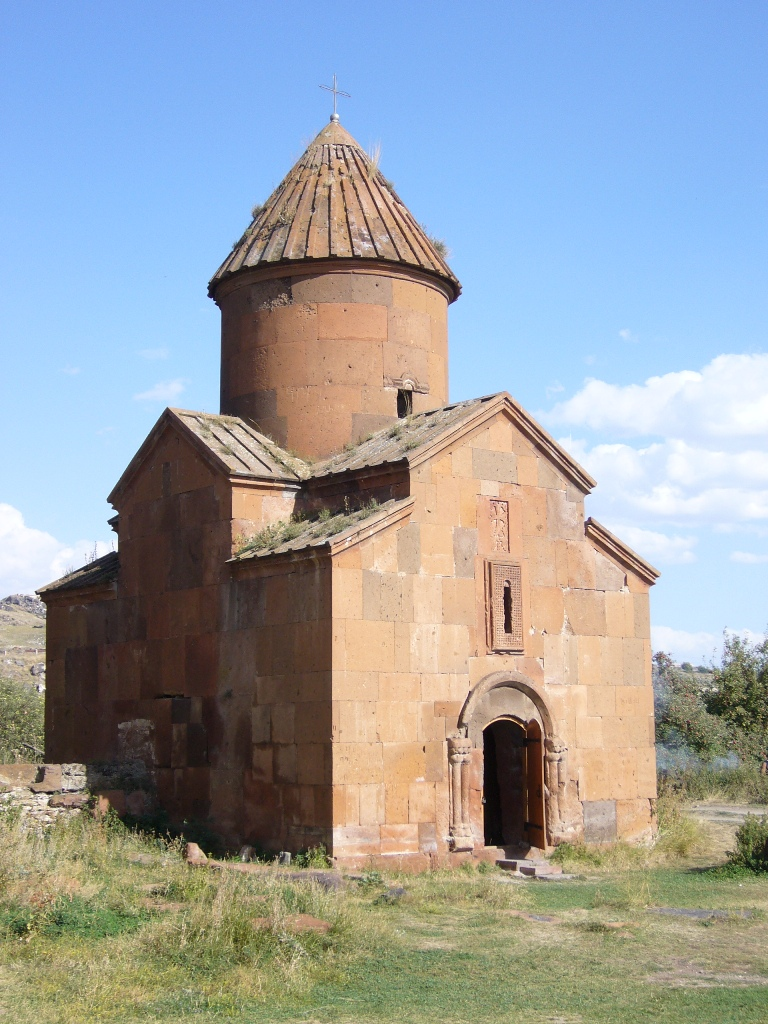
Малая церковь в монастыре Мармашен в Армении. XI век

Уже в VI—VII вв новый тип храма был воспринят и развит в архитектуре Армении. В это время были построены соборы в Эчмиадзине (Вагаршапате), Цроми, Мрене и Талине. В них произошло важное видоизменение типа: стены рукавов креста превратились в тонкие столбы. Благодаря этому исчезли, соединившись с подкупольным пространством, угловые помещения храма. Получился цельный и уравновешенный интерьер, разделенный на три нефа тонкими столбами. Трехчастный алтарь, состоящий из примыкающих к наосу апсид, слился с пространством храма. Собор Эчмиадзина (в основном сохранивший формы VI века) имеет ещё одну особенность. К его стенам со всех сторон примыкают апсиды, служащие полукруглыми завершениями ветвей креста.
Кроме того, именно в Армении, а также Грузии, стали распространёнными крестово-купольные храмы в плане напоминающие трех- или четырёхлистник и называющиеся соответственно триконхами и тетраконхами. Их интерьер не расчленен столбами и не разделен на нефы. Цельное пространство имеет форму креста с округлыми концами. Крест образован четырьмя апсидами, сходящимися к подкупольному пространству. Угловые помещения храма полностью отделены от основного пространства интерьера. Иногда западная ветвь креста остается прямоугольной (храмы триконхи). Внешне такие храмы чаще всего сохраняют прямоугольную форму, так как полукружья апсид утоплены в плоскости фасадов, завершенных треугольными фронтонами. Однако благодаря глубоким нишам, прорезающим фасады по бокам от апсид, их форма видна отчасти и снаружи здания.
В VII веке в Эчмиадзине (Вагаршапате) было построено два храма в честь почитаемых святых дев и мучениц Рипсимэ и Гаянэ. Храм святой Гаянэ относится к первому варианту, в нём интерьер членится тонкими столбами, несущими купол и своды. Хотя храм имеет похожий на базилику вытянутый план, но внешне в нём хорошо видна крестообразная форма здания в целом, завершенная на средокрестии куполом.
Второй храм, в честь святой Рипсимэ, является типичным тетраконхом. Для него характерно единство крестообразного интерьера и замкнутость угловых помещений.
Уникальным храмом был дошедший до нашего времени в руинах собор Звартноц. В плане он состоял из ротонды с вписанным внутрь тетраконхом. По современным реконструкциям храм имел красивую трехъярусную форму.
В более позднее время развитие армянской архитектуры было связано с новым царством со столицей в Ани. Типология храмов основывалась на традициях VII века и сохраняла своё многообразие. Так собор Ани, построенный в 989—1001 годах, относится к числу купольных базилик с выраженной крестообразностью пространства.

### Грузия

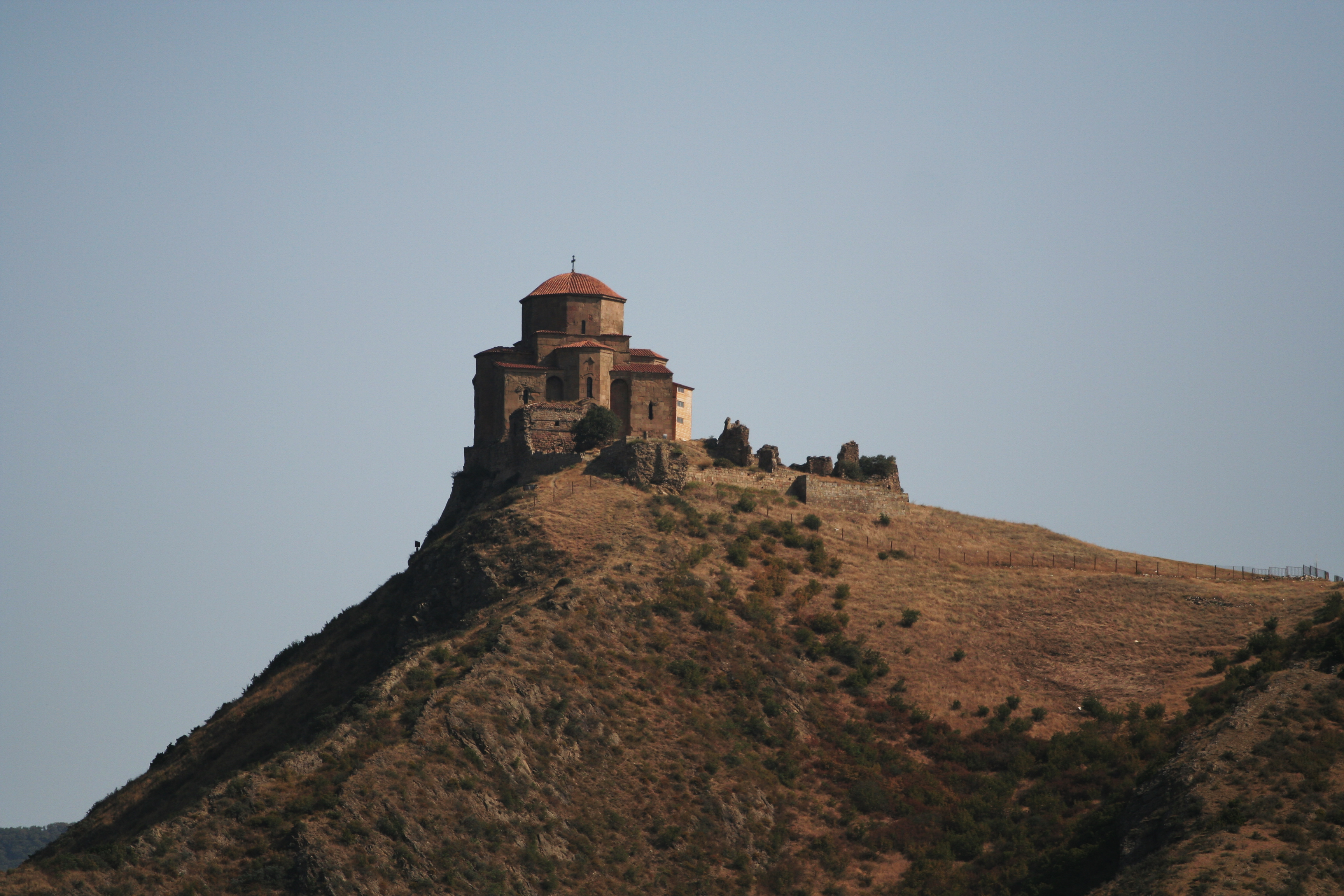
Джвари. Грузия. 590—604 гг.

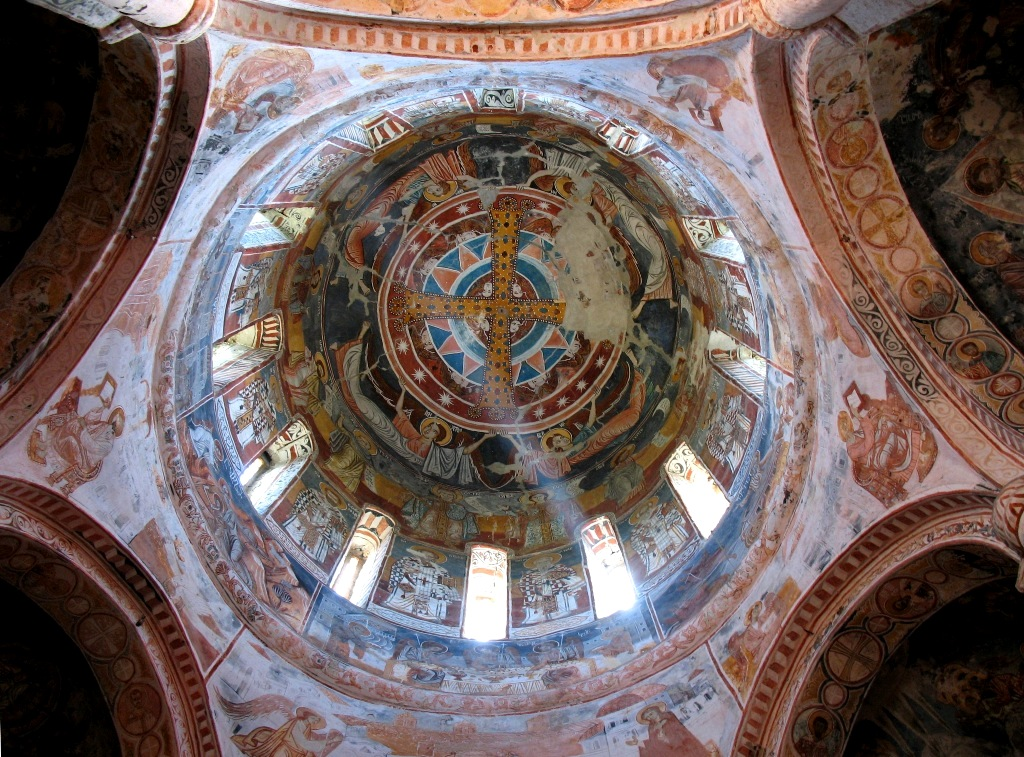
Собор Никорцминда. 1010—1014 гг. Внутренний вид купола

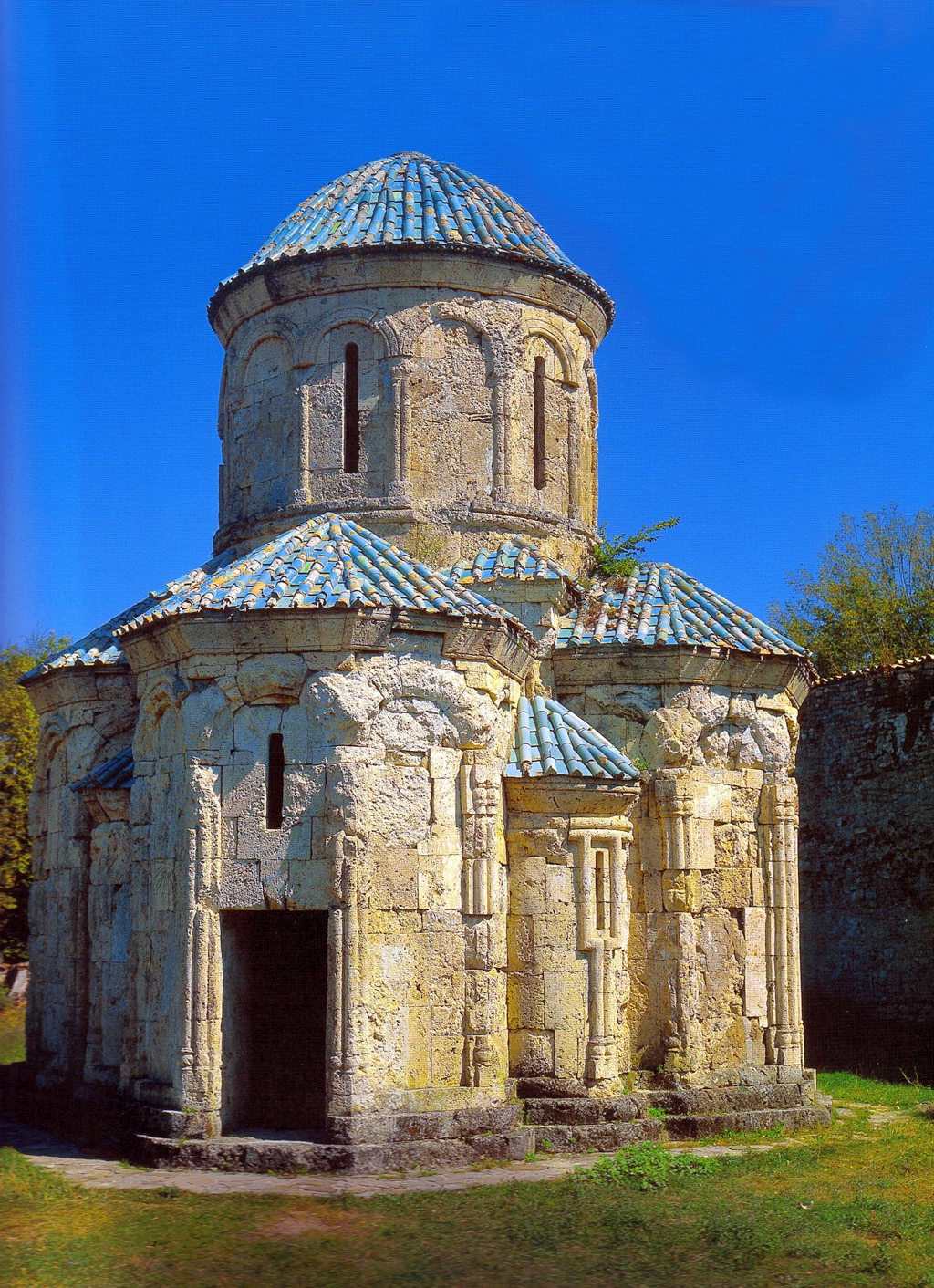
Кветера. Первая половина X века. Тетраконх

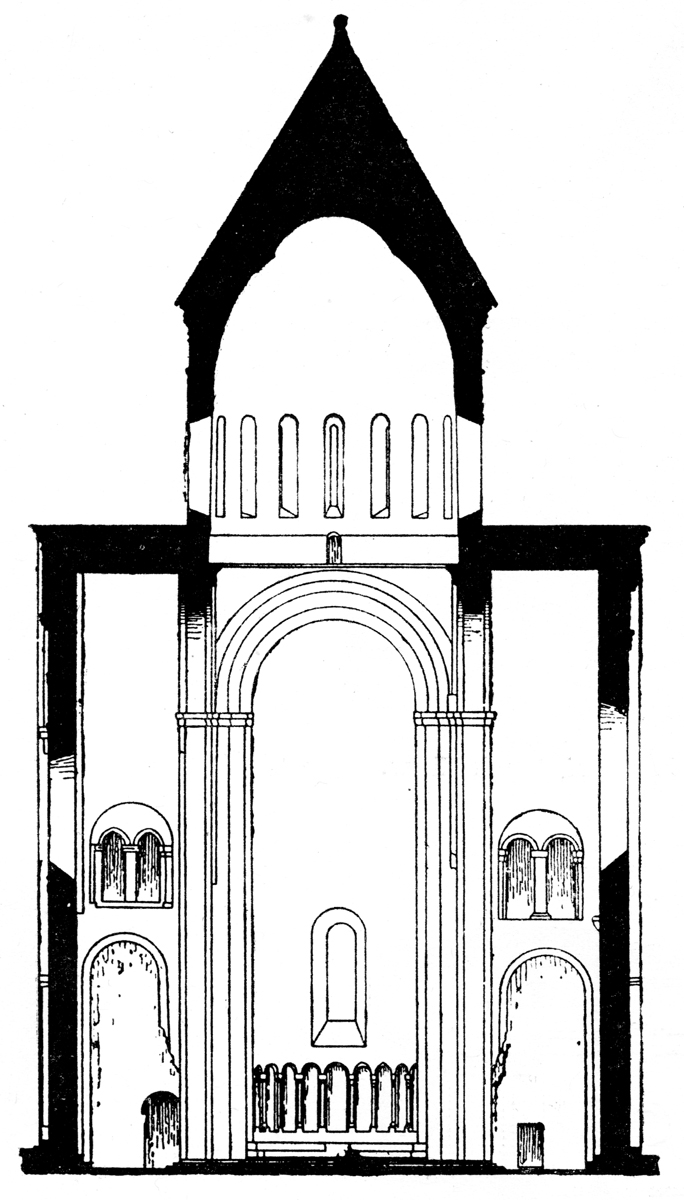
Собор Светицховели. Чертеж. Поперечный разрез здания

Грузинский монастырь Джвари в Мцхете известен своим великолепным собором, возведённым в 590—604 годы. Джвари относится к типу тетраконха. Однако внешне округлая форма ветвей креста менее скрыта, чем в подобных постройках Армении. В храмах данного типа для перехода к барабану купола использовались не паруса, а тромпы. Повторением Джвари стал Атенский Сион, сохранивший внутри роспись 1080 года.
Тип тетраконха в разнообразных его вариантах стал в Грузии очень распространённым.
Храм в Ниноцминде середины VI века, сохранившийся в руинах, имел восьмилепестковый план. По сути это тетраконх, угловые помещения которого имеют снаружи полукруглую форму и также соединяются с подкупольным пространством.
Меньшие размеры имеет церковь Кветера первой половины X века, но она хорошо сохранилась до нашего времени. Её внешний облик определяется красивыми очертаниями полукруглых апсид и цилиндрического барабана. В других случаях зодчие предпочитали вписать полукружья апсид в прямоугольный или крестообразный план.
Так решён собор Никорцминда, возведённый в 1010—1014 гг. У него подкупольное пространство шестигранной формы. К нему примыкают пять апсид: одна — алтарная — с востока, а остальные по две по бокам храма. Западная ветвь креста была сделана прямоугольной.
Но тетраконхи не были единственным вариантом храма. Большие соборы чаще решались в форме столпных храмов.
Главный собор Грузии — Светицховели — был построен в 1010—1029 гг. Он решен в виде трехнефного храма с рядами столбов в интерьере, но в отличие от собора Эчмиадзина имеет сильно вытянутые с запада на восток пропорции. В нём нет аллюзии на тетраконх. Здесь больше сходства с собором Ани, имеющим такой же вытянутый базиликальный план. Интересной особенностью обладают несущие купол столбы. С внутренней стороны они имеют большее число уступов, как бы обступая подкупольный квадрат.
В некоторых соборах трехнефный интерьер с тонкими столпами дополняется апсидами, завершающими не только восточную, но и боковые ветви креста. Это придает храмам сходство с триконхами. Примерами такого рода, могут служить монастырский храм в Ошки, построенный между 963 и 973 годами,храм Баграта в Кутаиси и церковь Св. Георгия в Алаверди первой четверти XI века.

## Крестово-купольные храмы в архитектуре Византии

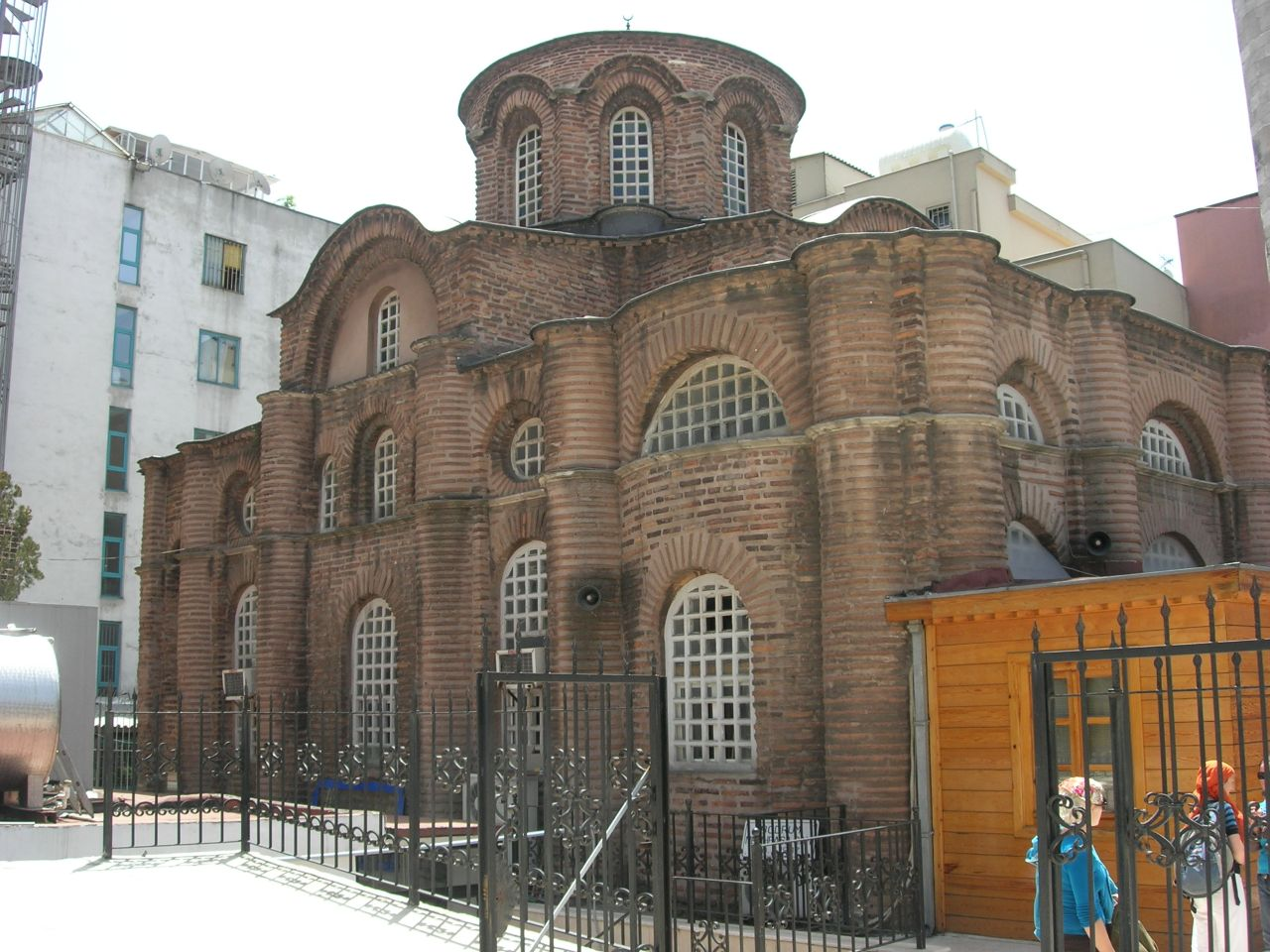
Мирелейон. Церковь во дворце императора Романа Лакапина в Константинополе. X век

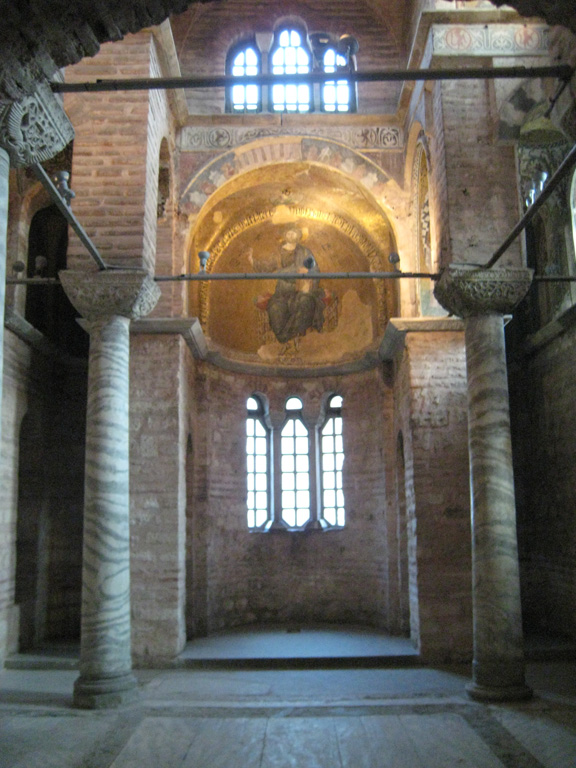
Церковь Богородицы Паммакаристы в Константинополе. 1292—1294 гг. Интерьер храма на четырёх колоннах. Вид на алтарную апсиду

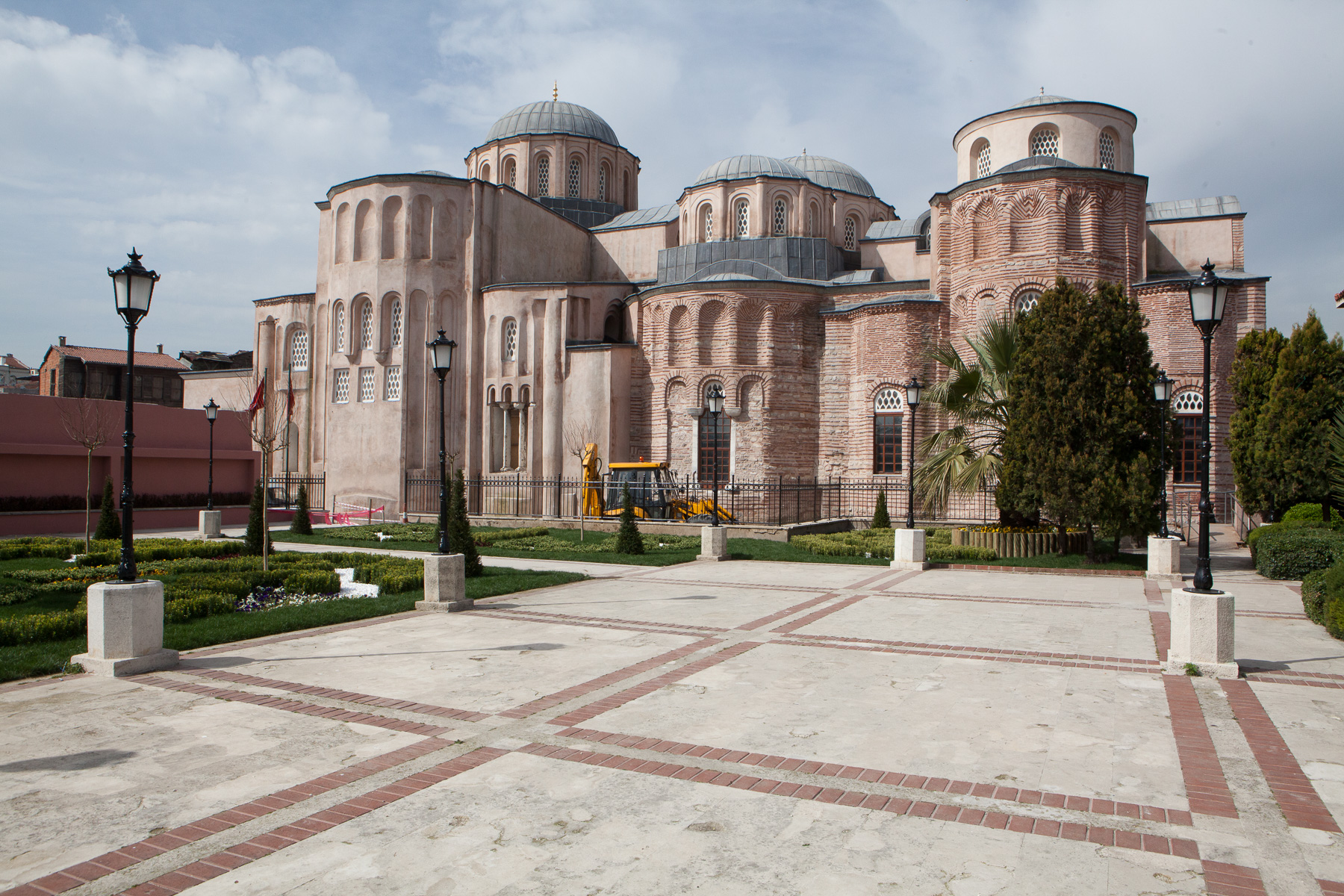
Монастырь Пантократора в Константинополе. XII век

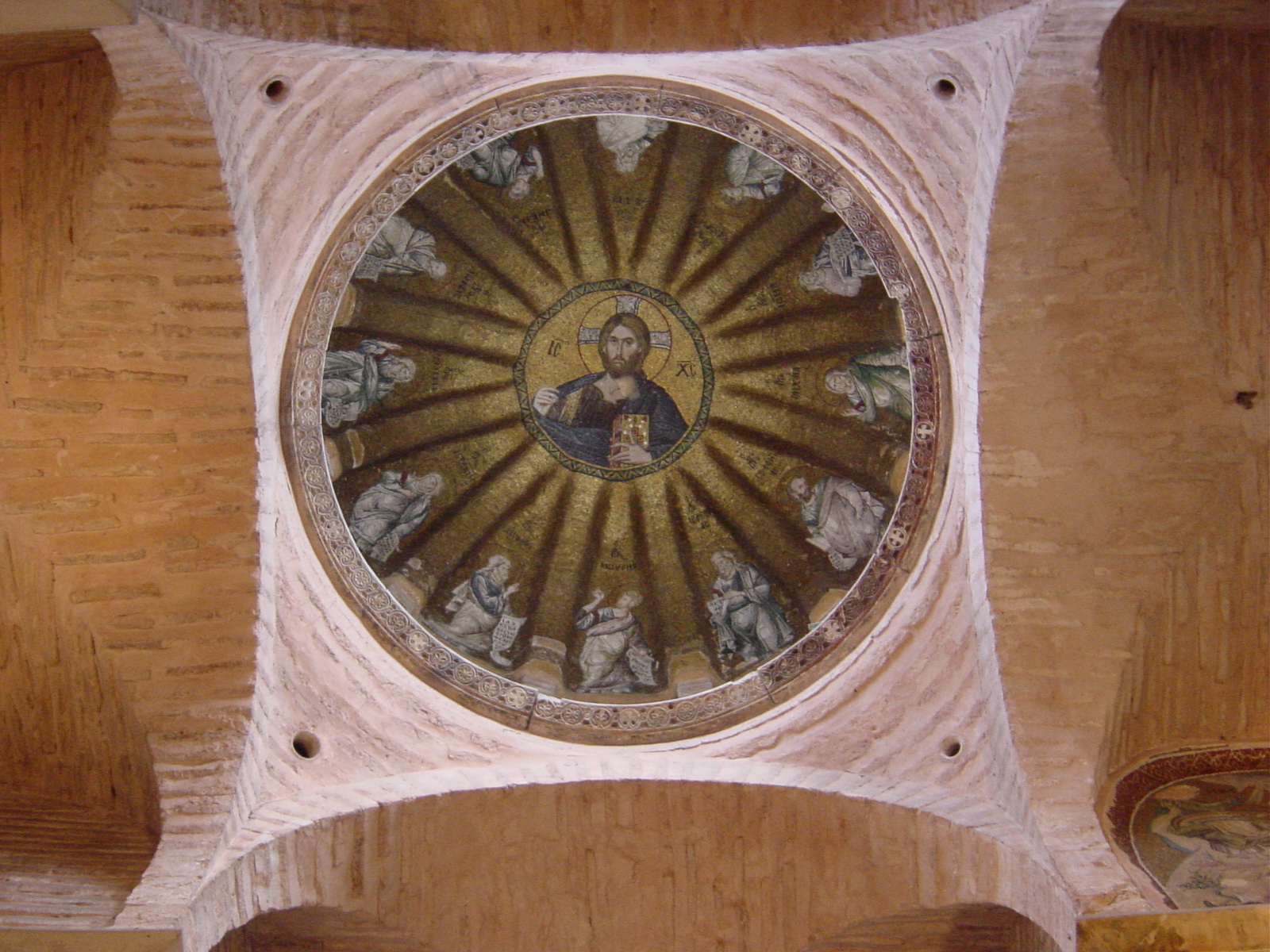
Купол церкви Паммакаристы

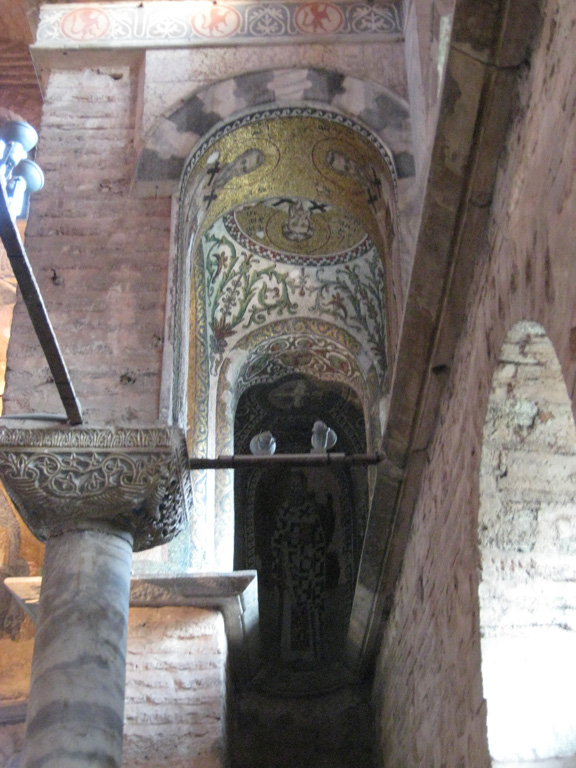
Капитель колонны и боковые своды церкви

C VII века архитектура Византии вступила во временный период упадка. Преобладающими стали небольшие и упрощенные по формам постройки. Тем не менее, предпочтение отдается именно крестово-купольному типу храма. Примерами подобных провинциальных по сути построек, лишённых изысканности, являются церковь Бююкаде близ Амасры (начало VIII века), собор в Эрегли (побережье Мраморного моря, IX век), храмы Херсонеса IX—X вв.
В этих церквях преобладает массивность стен и столбов, сменившая зрительную легкость ранних византийских построек. Алтари делаются трехчастными, состоящими из трех апсид, что указывает на усиление роли проскомидии в последовании литургии. Для проскомидии предназначалась одна из боковых апсид.
Предпочтение именно крестово-купольного типа другим не могло быть связано с практическими целями. Подобные храмы отчасти были менее удобны, чем базилики. Их ценность состояла прежде всего в глубокой символической насыщенности.

### Македонский ренессанс
Новый расцвет строительства, равно как и всех видов искусства, начался в IX—X вв. На протяжении последующих нескольких столетий в Константинополе было построено множество церквей, в которых вновь проявилась изысканность стиля и столичная роскошь. В настоящее время от построек Византийской столицы сохранилась лишь ничтожно малая часть. Зато до нашего времени дошли восторженные описания современников.
Начиная с этого времени крестово-купольный тип храма (в разных его вариантах) является главным в архитектуре Византии. Другие типы являются редкими исключениями.
Так, при императоре Василии I (867—886) (Македонская династия) в Большом императорском дворце была возведена церковь Неа (Новая базилика). Вероятнее всего, это был именно крестово-купольный храм или купольная базилика. По сохранившимся сведениям церковь имела пять куполов, что в будущем послужило примером для многочисленных повторений.

#### Храм на 4 колоннах
Хотя уже в VII—VIII вв появились церкви, купол и своды которых поддерживались четырьмя колоннами, именно теперь этот изящный вариант стал наиболее распространённым. Его примером служит сохранившаяся церковь Богоматери монастыря Липса (908 год). В её интерьере колонны превратились из декоративного в основной конструктивный элемент. Они несут арки, поддерживающие своды и купол. Угловые ячейки храма сливаются с центральным крестообразным пространством, благодаря чему интерьер приобретает зальный характер.
Так как наос храма приобрел единое прямоугольное пространство, между ним и апсидами потребовалось дополнительное расширяющее алтарь помещение — вима. В храмах этого типа невозможно было устроить хоры так, как это делалось в ранней византийской архитектуре. Хоры, если они устраивались, занимали теперь незначительное пространство в западной части храма над нартексом.
В 930 году императором Романом Лакапином (Лекапеном) был построен двухэтажный храм Мирелейон. И нижний и верхний храмы относились к типу храма на четырёх колоннах. Нижний перекрыт цилиндрическими сводами на арках, а верхний куполом на барабане. Переход к круглому барабану осуществлялся через паруса. Хотя тонкие колонны делали весь интерьер легко обозримым, но на уровне сводов сохранялась иерархия центральных и боковых частей здания. Центр здания завершен высоким куполом, ветви креста — сводами, заканчивающимися на уровне основания барабана купола, а угловые части ещё более низкими сводами на невысоких арках.
Помимо крестово-купольных храмов на четырёх колоннах строились центрические купольные храмы и иной типологии. Например, собор (кафоликон) монастыря Осиос Лукас в Фокиде (Греция). Центральная часть интерьера кафоликона представляет собой квадратное в плане помещение. На его углах перекинуты тромпы, несущие барабан с куполом. Однако благодаря примыкающим к подкупольному пространству боковым компартиментам интерьер все равно имеет заключённый в себе крест.
Византийские храмы далеко не всегда имели выразительный внешний облик. Внешняя грузность форм искупалась красотой интерьера, на решение которого зодчие и обращали своё пристальное внимание.
Пребывая внутри крестово-купольного храма человек не был побуждаем к движению вперед, как это было в горизонтально ориентированных базиликах. Формы здания не восходили снизу, выстраиваясь одна над другой, но как будто спускались сверху вниз: от небес к человеку. Восторженное описание своих ощущений оставил патриарх Фотий, писавший о Фаросской церкви Константинополя: «…всё кажется пребывающим в волнении (экстазе), и сама церковь представляется как бы вращающейся. И зрителю, побуждаемому к постоянному движению и круговращениями, и поворотами во всех направлениях, разнообразием предлагаемых ему видов и перспектив, представляется, что его собственное переживание переместилось в церковь».

## Крестово-купольные храмы Древней Руси

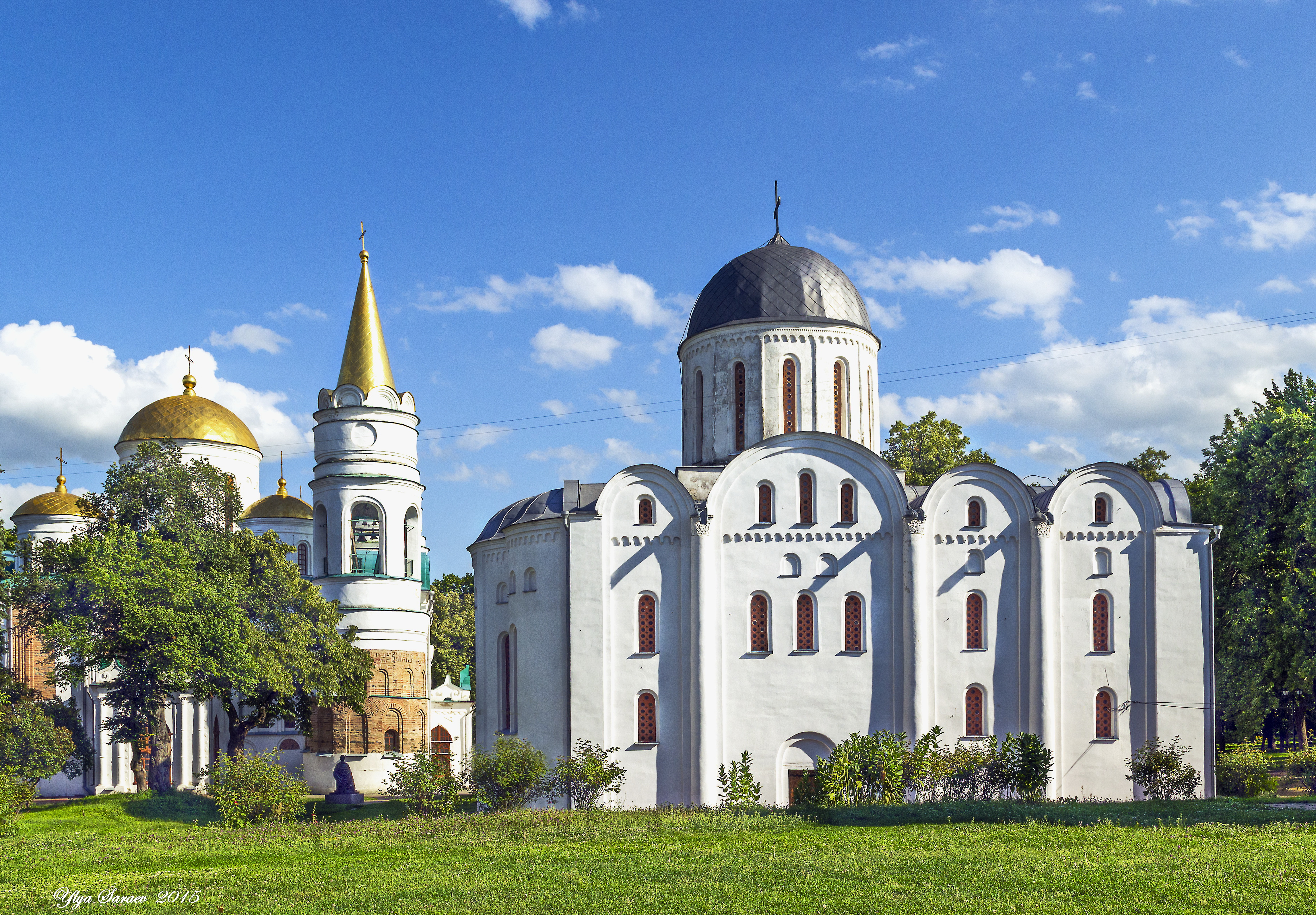
Чернигов, Борисоглебский собор XI — XII век

Древнерусская архитектура в основном представлена именно церковными постройками, среди которых крестово-купольные храмы занимают господствующее положение. На Руси получили распространение не все варианты этого типа, но постройки разных периодов и разных городов и княжеств Древней Руси образуют собственные оригинальные интерпретации крестово-купольного храма.